# 斯洛博丹·桑特拉奇
斯洛博丹·桑特拉奇（1946年7月1日—2016年2月13日），前南斯拉夫足球运动员、教练。

## 球员时期
桑特拉奇在球员生涯曾三次获得南斯拉夫甲级联赛球队的年度最佳射手，亦曾获得欧洲铜靴奖。其在南斯拉夫甲级联赛中共射入218球。在国家队方面，曾代表南斯拉夫出赛8次。

## 教练时期
桑特拉奇在1984年开始其执教生涯，1995-1998年担任南斯拉夫国家队主教练，桑特拉奇在带领南斯拉夫国家队参加1998年世界杯外围赛过程中，除客场负于西班牙外其余比赛保持不败，並在法国世界杯率队打入16强。被世界足球杂志评为“世界十大成功教练”之一。
1998年11月，桑特拉奇开始接触中国球队山东鲁能泰山，1999年正式执教山东鲁能，在执教球队的第一年就获得甲A联赛和中国足协杯两项冠军，山东鲁能成为中国第一支“双冠王”球队，而桑特拉奇则获得1999年甲A联赛“最佳教练”的奖项。但是之后的一年桑特拉奇失去了对于球队的掌控，最终下课。
离开中国之后桑特拉奇并没有赋闲在家，2001年，桑特拉奇出任沙特阿拉伯国家队主教练，2002年，桑特拉奇执教卡塔尔联赛球队，2005年，桑特拉奇出任马其顿国家队主教练，一年后，他回国任塞尔维亚足协技术部官员。
2007年12月，桑特拉奇在时隔7年后回到中国与长沙金德签订一年合同出任球队的主教练，但在2008年6月因球队成绩被提前解约而下课。2009年4月，桑特拉奇出任青岛中能的主教练，在赛季结束后未能得到续约合同。
2011年3月，桑特拉奇出任中甲球队沈阳东进的技术顾问，同年7月，陕西浐灞宣布桑特拉奇出任球队的主教练，双方签订5个月的短期合同。但在执教陕西队66天后就突然下课，执教8场联赛成绩仅为2胜2平4负。
2016年2月13日，桑特拉奇因心脏病逝世，享年69岁。